# Argentina na Olimpijskim igrama 2016.
Argentina je nastupila na Ljetnim olimpijskim igrama 2016. u Brazilu.

## Jedrenje
Troje argentinskih jedriličara se kvalificiralo za OI 2016. na svjetskom prvenstvu u jedrenju 2014.
- Muško jedrenje na dasci - RS:X
- Miješano - Nacra 17

## Nogomet

### Muški
Argentinska muška nogometna reprezentacija se kvalificirala za OI 2016. osvojivši Južnoameričko prvenstvo u nogometu za mlađe od 20 godina u Urugvaju 2015. godine.
- Muška nogometna reprezentacija - 18 igrača